# Art contemporain

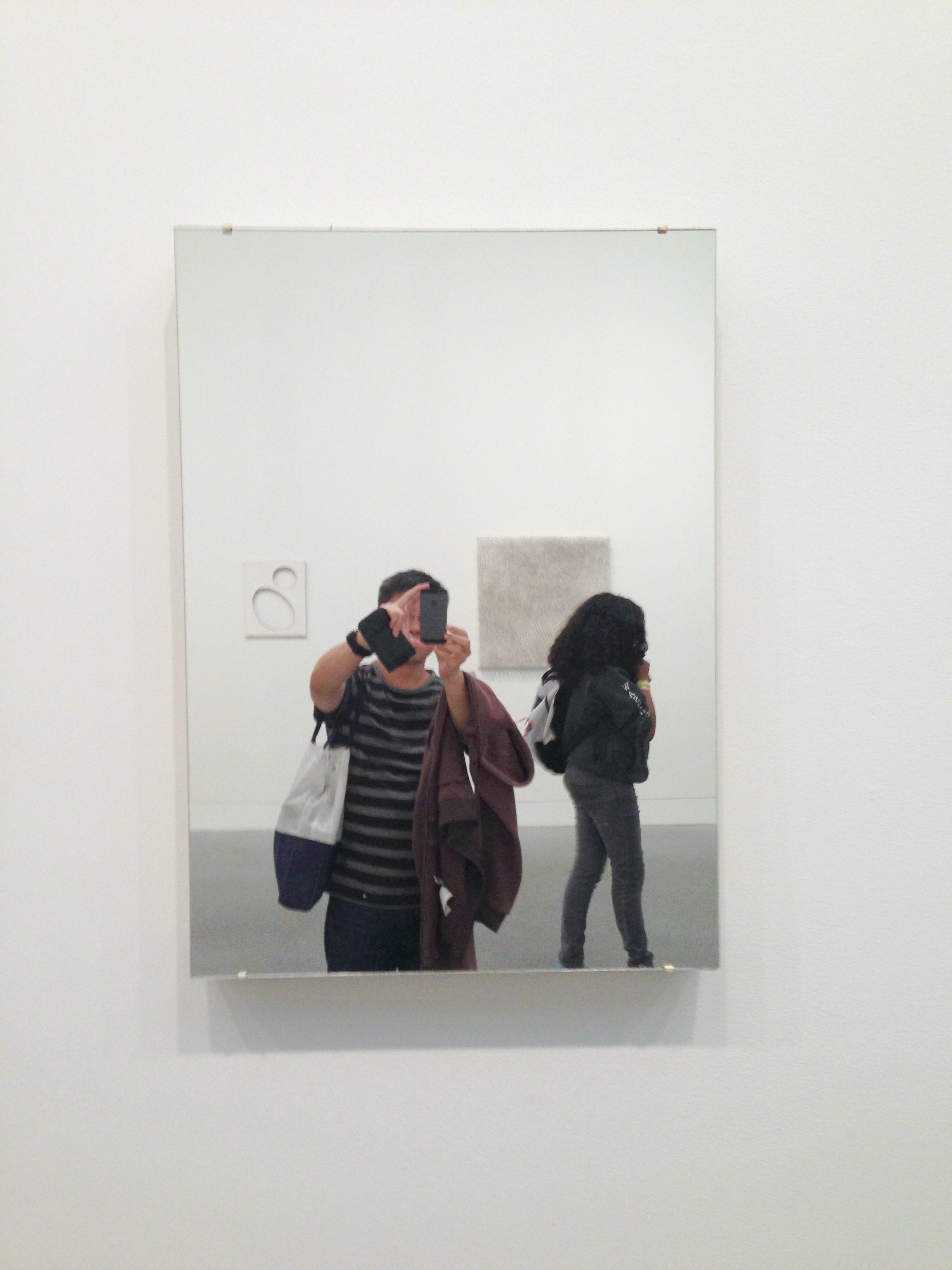
Art & Language, Untitled Painting, 1965, Courtesy Tate Modern.

 (octobre 2023).
 (octobre 2013).
 (novembre 2013).
- Si vous ne connaissez pas le sujet, laissez ce bandeau (vous pouvez alors contacter les auteurs).
- Si vous supprimez le contenu mis en cause (vous pouvez préalablement contacter les auteurs),

argumentez précisément cette suppression dans la page de discussion
(un manque de référence n'est pas un argument ; une recherche réelle de référence doit avoir été effectuée, être formellement documentée).
L'art contemporain regroupe un ensemble d'œuvres, d'institutions, de courants et de pratiques artistiques contemporaines. De nombreuses définitions existent et ne donnent pas les mêmes limites temporelles et conceptuelles à l'art contemporain.
Une première définition indique que l'art contemporain est l'ensemble des œuvres produites depuis 1945 à nos jours, et ce quels qu'en soient le style et la pratique esthétique mais principalement dans le champ des arts plastiques. Dans cette classification, l'art contemporain succède à l'art moderne (1850-1945). Cette désignation s'applique également aux musées, institutions, galeries, foires, salons, biennales montrant les œuvres de cette période. Il existe des différences de points de vue quant à ce qui relève ou non de cet art : les limites temporelles ne font pas consensus d'une part, et la nature des œuvres qui relèvent de ce mouvement d'autre part. En cela, une pièce d'art peut être réalisée durant la période contemporaine, mais potentiellement ne pas relever de ce courant artistique.
On parle aussi d'art contemporain pour désigner — par convention — l'art des années 1960 et d'après. Le pop art marquerait, de ce fait, une rupture par rapport à l'art moderne. Une autre convention existe, en juillet 2010, le directeur du Centre de Recherches de Philosophie Européenne de l'Université de Kingston à Londres, Peter Osborne donne une conférence à la Fondation Antonio Ratti et lance une polémique en annonçant que « l'Art Contemporain est post-Conceptuel ».
En France, l'expression « art contemporain » est aussi utilisée — avec un sens plus restreint — pour désigner les pratiques esthétiques et réalisations d'artistes revendiquant « une avancée dans la progression des avant-gardes » et une transgression des frontières entre les domaines artistiques (dépassant la frontière de ce que le sens commun considère comme étant de l'art, c'est-à-dire les arts plastiques, en expérimentant le théâtre, le cinéma, la vidéo, la littérature…), ou une transgression des « frontières de l'art telles que les conçoivent l'art moderne et l'art classique ».

## Définition
La notion de « contemporanéité » est d’abord une notion historique. Selon cette approche, la période contemporaine commencerait à partir de 1945, avec la fin de la Seconde Guerre mondiale et, par commodité, la plupart des études traitent de la période qui débute en 1945 et va jusqu'à aujourd'hui.
« Contemporanéité » signifie aussi « simultanéité ». Est contemporain ce qui est dans la même période. Le « contemporain » serait donc la manière qui se fait aujourd'hui.
Appliquée à l'art, cette notion revêt une spécificité esthétique qui peut devenir polémique, puisque les acteurs n’ont pas la distance nécessaire pour effectivement apprécier les œuvres. La désignation « art contemporain » ne doit donc pas uniquement être prise de façon chronologique, car toutes les productions contemporaines n'appartiennent pas à la démarche contemporaine, ni ne se revendiquent comme telles.
De nouvelles références permettent de définir ce qu'est la méthode contemporaine. Une des premières est la transgression vis-à-vis de l'époque antérieure ; ainsi la notion d'« art contemporain » voudrait affirmer son indépendance non seulement par rapport à la notion d'arts dits « classiques », par rapport aux « beaux-arts » et à ses catégories (peinture, sculpture, etc.), mais aussi par rapport à la notion de manière « moderne ». La manière contemporaine possède donc en elle-même des exclusions. Elle s’inscrit dans la suite de l’« art moderne » et voudrait mettre, en quelque sorte, fin à celle-ci.
De surcroît, l'expression « manière contemporaine » est aujourd'hui utilisée pour des artistes encore vivants et actifs ou pouvant encore l'être, ce qui dans ce cas placerait l'origine de la méthode contemporaine dans les années 1960, avec le pop art, l'art conceptuel, Fluxus, les happenings ou l'art vidéo. C'est avec ces courants artistiques que prendrait fin la période de l'art moderne et la théorie de Clement Greenberg qui la définissait comme la recherche de la spécificité de la technique.

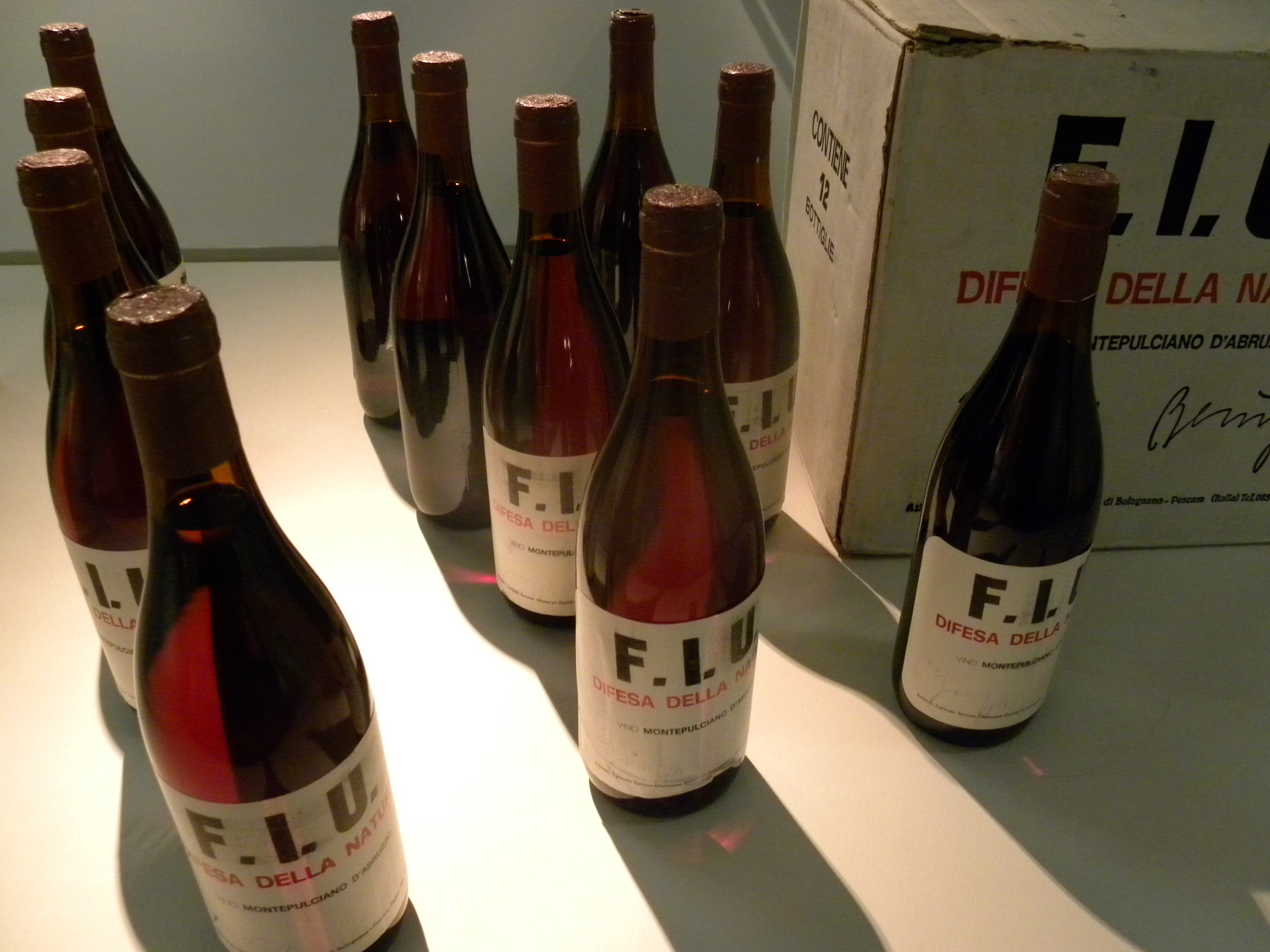
F.I.U., Joseph Beuys, Difesa della Natura, 1983.

Dans cette recherche permanente d'une définition de la contemporanéité, la critique d'art et les institutions jouent un rôle important. Ainsi sont généralement exclues de la démarche contemporaine « labellisée » les formes d'art dont les problématiques ne reflètent pas les tendances promues par la critique « contemporaine ».
D'un point de vue géographique, à partir des grandes places artistiques médiatisées, essentiellement occidentales (Paris, Londres, New York), et avec la chute du mur de Berlin, en 1989, puis la montée en puissance de la Chine à cette même époque, la planète de l'art contemporain s'est mondialisée, l'Afrique et l'Amérique latine n'échappant pas à cette progression.
Pour Anne Cauquelin en 1992, les critères qui caractérisent l'art contemporain ne sont ni uniquement liés à l'époque de production, ni au contenu des œuvres (formes, références, matériaux), mais devraient être cherchés au-delà du pan artistique, dans la sociopolitique, les thématiques philosophiques et dans une économie mondialisée.
Marc Jimenez parle en 2005 d'« indéfinition » de l'art créée par l'art contemporain, liée à la « dé-définition de l'art » identifiée par Harold Rosenberg, et laissant aux critiques d'art le soin de délimiter art et non-art.

### Origines de l'art contemporain
L'apparition de la photographie a exercé une influence sur de nombreux artistes dès le XIXe siècle, tel que Degas et permis de donner naissance à l'art moderne. L'art n'a plus uniquement pour fonction importante de représenter fidèlement le réel, la photographie est mieux à même de le faire, l'art peut désormais s'essayer à d'autres formes, casser les canons de la beauté, et proposer des expérimentations nouvelles et des idées conceptuelles.

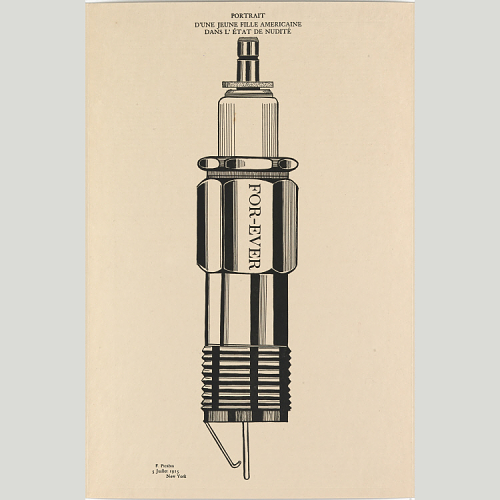
Francis Picabia, Portrait d'Agnès E. Meyer ou Portrait d'une jeune fille Américaine dans l'état de nudité, 1915.

L'art contemporain a pour fondement les expérimentations de l'art moderne (début XXe siècle), et notamment le désir de sortir l'art des lieux traditionnels et institutionnels. En ce sens, l'art perd peu à peu de sa fonctionnalité représentative. La création contemporaine demeure un miroir pour une réalité baignée des conflits et des prises de pouvoir qu’occasionnent ces attaques contre la rationalité. L'art reflète les crises de la société et demeure le lieu d'expression des valeurs. Les rapports de l’art à l’histoire ne s’évaluent ni qualitativement ni quantitativement, mais ils débouchent sur une conception plus institutionnelle de l'art : collectionneurs, sièges sociaux, galeries, musées, etc. pour s'ouvrir à un plus large public. Cependant, les acteurs de l'art moderne dans leur volonté d'exprimer leur opinion artistique hors des cadres institutionnels pour s'adresser au public, restent liés aux institutions ; leur démarche était de s'opposer à une idéologie (Heartfield envers le nazisme) ou au contraire de participer à la propagation d'une pensée politique.
Malgré la fin des idéologies imposées dans l'art moderne, les artistes actuels reprennent cet héritage à leur compte en exprimant leur engagement profond par rapport aux institutions. Notamment, lorsque leur sensibilité y est perturbée.
Aujourd'hui, l'art contemporain subit le déclin des idéologies du moderne (dans les années 1960, puis à partir de 1990 avec la chute du communisme). Il se fonde sur de nouveaux comportements : renouveau stylistique, brassages artistiques, origines diverses, arts technologiques (accès à la puissance mathématique des ordinateurs et ergonomie des logiciels), mode d'approche de la réalité. Les technologies ont toujours apporté des outils à l'art. Aujourd'hui, l'artiste s'en sert comme d'un instrument de médiatisation, et en invente de nouveaux. Il se base sur la culture historique, répertoriée ; lit, visite, comprend, cherche, se spécialise, focalise son sujet et dépasse ce qui a été fait. Il prend position parfois, se veut démonstratif ou choquant, en tout cas il cherche la médiatisation.
Pour Anne Cauquelin, dès les années 1910, Marcel Duchamp met à nu le futur fonctionnement en réseau de l'art contemporain, avec la spéculation sur la valeur de l'exposition sur un objet qui peut être simplement un objet manufacturé (ready-made).
L'exposition Quand les attitudes deviennent forme, en 1969, a un rôle pivot dans le passage de l'art moderne à l'art contemporain.

### Art moderne contre art contemporain
La différence entre art moderne et art contemporain n'est pas clairement faite et, en France, le musée national d'art moderne ne fait pas, à la fin du XXe siècle, la différence dans ses collections, parlant en 2013 d'« un découpage qui paraît aujourd’hui souvent artificiel et dont la frontière montre la porosité ». L'expression « art contemporain » est forgée par les conservateurs de musée, et il pourrait s'agir de l'art qui modifie leur fonction et leur façon de travailler, quitte à la rendre plus difficile. Pour Catherine Millet, l'art contemporain est réellement « contemporain » au sens où il est en phase avec son époque, alors que l'art moderne était en rupture.
Pour Anne Cauquelin, le passage de l'art moderne à l'art contemporain est aussi celui d'un système de consommation à un système de communication, où les acteurs du réseau en sont aussi les gestionnaires, et où le public n'a plus qu'un rôle d'approbation et de consommation passives.

### Des «beaux-arts» aux arts plastiques

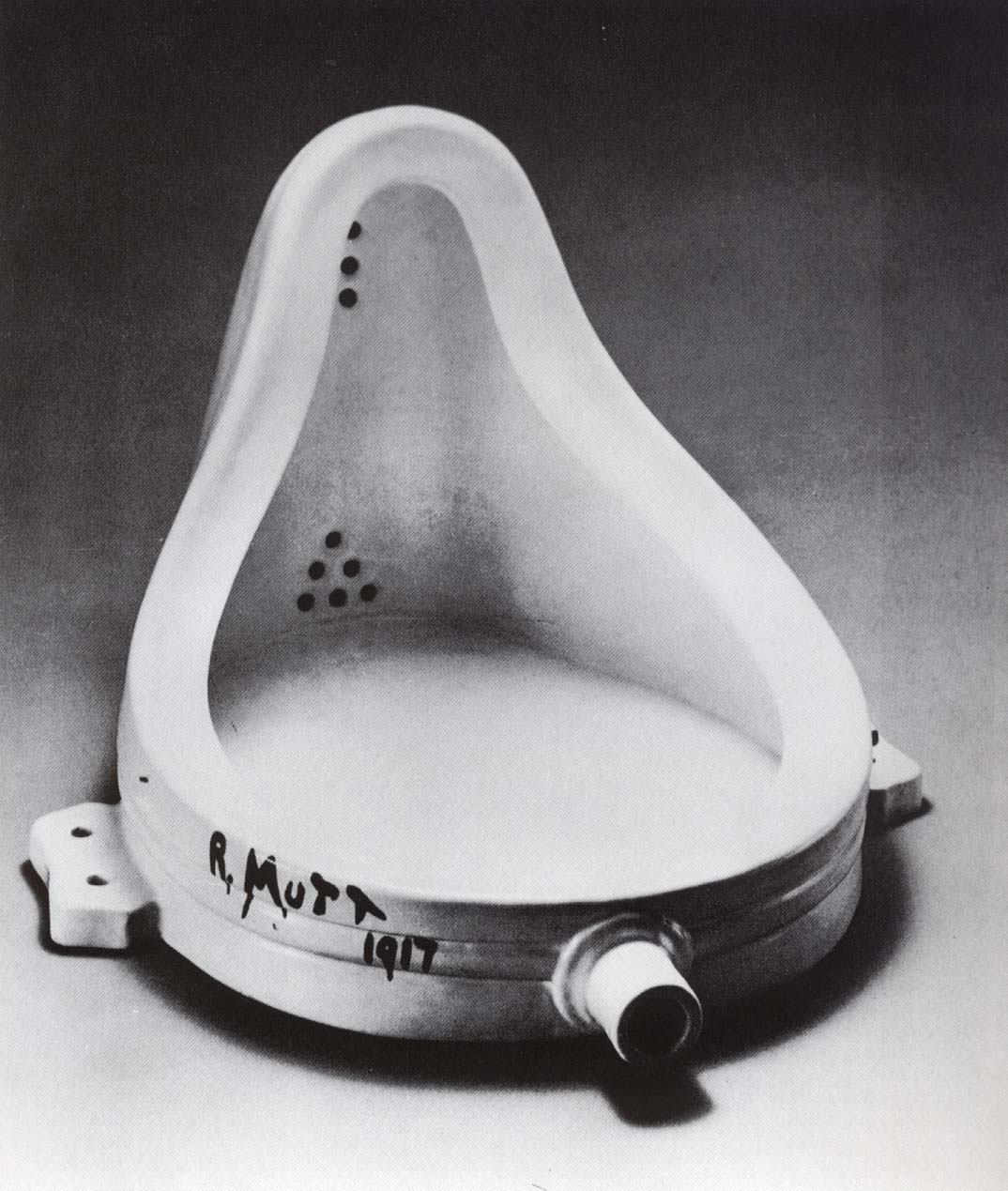
Marcel Duchamp, Ready-Made Urinoir, 1916-1917.

L'art contemporain a pour fondement les expérimentations de l'art moderne, et revendique régulièrement la brèche ouverte par Marcel Duchamp, et d'autres qui avaient libéré la pratique de l'art des contraintes classiques de représentation.
La pensée postmoderniste a formulé la plupart des problématiques inhérentes à l'art contemporain, affranchi des courants idéologiques (communisme et capitalisme), sans toutefois empêcher des artistes engagés de critiquer les abus politiques ou idéologiques.
En France, la création des facultés d'arts plastiques constitue une base de contestation de l'enseignement académique des beaux-arts ; des matières autrefois étrangères au champ de l'enseignement de l'art, sociologie, ethnologie, esthétique et autres, orientent la recherche artistique au diapason de ses évolutions récentes.
À la recherche formelle du beau succèdent des voies de recherche esthétiques nouvelles, dont les plus radicales, art conceptuel, minimalisme, performance, art corporel, modifient durablement la signification et la perception de l'art, qui s'oriente parfois dans des voies à première vue hermétiques aux non-initiés.
Certains courants, tels les nouveaux réalistes, la figuration libre et la trans-avant-garde, ainsi que certains francs-tireurs, ne quittent toutefois pas les médiums classiques, tout en modifiant radicalement leurs démarches créatives.
L'éclatement des types de médium (la peinture est souvent délaissée au profit d'installations, de performances ou autres) et du contenu des œuvres modifie en profondeur les réseaux de médiation d'art ; à de nouvelles galeries s'ajoutent des contextes d'exposition nouveaux et l'apparition de nouveaux médiums de diffusion.
À Paris, le Salon Comparaisons, au Musée d'art moderne de la ville de Paris, constitue dès 1954, le point de rencontre de tous les exposants de ces courants, confrontés, dans le même espace, aux peintres figuratifs et abstraits de la peinture sur chevalet.

### L'art contemporain à l'ère de la globalisation
À partir des années 1980, les arts à forte composante « technologique » font leur apparition, avec l'art vidéo, l'esthétique de la communication, l'art informatique puis, par la suite, l'art numérique, le bio-art, etc. La liste est non exhaustive et suit de très près les avancées de la recherche industrielle.
Dans les années 1990, l'art contemporain occidental a accordé son « label » à de nombreux artistes issus des pays dits « en voie de développement », à peu près absents autrefois. Les paradigmes de la globalisation et la perte des repères spatio-temporels classiques ont valorisé les modes d'approche personnels, ou les composantes biographiques, sociologiques, voire religieuses, sont valorisées au sein des démarches de travail.
La communication liée à l'Internet joue un rôle de plus en plus important dans la réception et la médiation de l'art contemporain, en amont des expositions elles-mêmes, qui intègrent de plus en plus les structures de médiation étatiques. Elle donne la place à des « conseillers en art contemporain » (en anglais The Contemporary Art Consultants), qui conseillent gratuitement sur les valeurs à venir. Les changements survenus au sein des pays les plus développés (notamment la part grandissante du tertiaire) ont suscité un besoin de plus en plus généralisé d'art, ce qui ne rend pas la tâche des artistes, crise oblige, plus facile pour autant.
L'art contemporain, souvent obscur et provocant aux yeux du grand public, est considéré bien souvent comme l'émanation d'un art officiel. Il est cependant aujourd'hui bien plus accepté et répandu qu'auparavant ; un déferlement de travaux de qualités inégales le rend déroutant et requiert le plus souvent un investissement personnel de la part du public (voir Les théories modernes de l'art).
Cotées sur l'internet, les œuvres d'art contemporain sont aussi une manne financière potentielle, qui n'excluent pas les effets de mode au détriment des travaux réellement originaux.

### Entre médium et médiation
En plus des médiums classiques (peinture à l'huile, pastel, sanguine, bronze, marbre, etc.), l'art contemporain est particulièrement friand de médiums nouveaux, voire de « non médiums ». Notamment, la vocation éphémère ou « en cours » de nombre d'œuvres questionne la notion même de médium, qui devient souvent un simple vecteur de médiation plutôt qu'un support stable. Cela rejoint la mutation des supports d'information entamée dans les années 1980, qui se dématérialisent progressivement au profit d'une logique de « relation » :
- médiums « tangibles » :
  - miroirs (Art & Language Mirror Piece)[14],
  - déchets (Un petit déjeuner de Daniel Spoerri), matériaux divers (béton, terre, sable, etc.),
  - excréments (Merde d'artiste de Piero Manzoni), urine, sang,
  - polystyrène, polyuréthanne, silicone, plastique, etc. (expansions de César),
  - objets divers plus ou moins transformés ou dégradés (accumulations d'Arman et de Gérard Deschamps) ;
- médiums « intangibles » :
  - environnement (notamment pour le Land art, lumière James Turrell),
  - situations hic et nunc (Collectif d'art sociologique),
  - projets en cours (work in progress de Roman Opałka),
  - expérience de presse (Space Media Fred Forest) ;
- médiums « technologiques » :
  - microfilms (Art & Language)[15],
  - téléfax (Hans Haacke),
  - logiciels informatiques (Art & Language The Cybernetic Art Work that Nobody broke)[16],
  - Net.art,
  - systèmes mécaniques (Stelarc),
  - gènes vivants (bio-art).

Certains médiums, comme la photographie — qui devient « plasticienne » (Joel-Peter Witkin) — le cinéma — qui devient « expérimental » (série des Cremaster de Matthew Barney) — ont acquis le statut d'art à part entière (au même titre que la peinture, la sculpture ou la musique), et constituent aujourd'hui des catégories autonomes.
La notion d'art multimédia, largement remise en cause aujourd'hui, interroge le statut d'œuvres issues d'installations, de performances souvent mêlées, tels qu'elles sont apparues dans les années 1950.

## Mouvements artistiques en art contemporain
L'art contemporain se caractériserait notamment par une course à la nouveauté, avec un très grand nombre de mouvements et une évolution du concept moderne d'avant-garde.

### L'après-guerre: la transition entre moderne et contemporain
- Art figuratif : jeune peinture de l'École de Paris, Bernard Buffet, Jean Carzou, Yves Brayer, Maurice Boitel, Pierre-Henry, Daniel du Janerand, Jean-Pierre Alaux, Jean Monneret, Gaston Sébire, Louis Vuillermoz, André Hambourg, Paul Collomb, Émile Frandsen
- Art brut : Jean Dubuffet, Gaston Chaissac
- Automatisme : Paul-Émile Borduas, Jean-Paul Riopelle, Fernand Leduc, Pierre Gauvreau, Marcelle Ferron, Marcel Barbeau, Jean-Paul Mousseau
- Expressionnisme abstrait : Janet Sobel, Willem de Kooning, Jackson Pollock
- Figuration européenne : Francis Bacon, Alberto Giacometti, René Iché, Marino Marini, Henry Moore, Roger Somville
- Lettrisme : Isidore Isou, Gabriel Pomerand, Maurice Lemaître, Roland Sabatier, Gérard-Philippe Broutin .
- Non figuration - Jean Bazaine, Maurice Estève, Jean Le Moal, Alfred Manessier, Jean Dubuffet

### Années 1950
- Abstraction lyrique
- Antipodeans (en)
- Art sériel (en)
- Art soviétique non-conformiste
- Cobra
- Colorfield Painting
- École de New York
- École de San Francisco
- École de Vienne du réalisme fantastique (en)
- École de Washington de la couleur (en)
- Expressionnisme abstrait
- Expressionnisme figuratif américain (en)
- Generación de la Ruptura (en)
- Gutai
- Imagerie lenticulaire
- Internationale situationniste
- Les Plasticiens
- Red Shirt School of Photography (en)
- Scène américaine
- Tachisme

### Années 1960
- Abstraction lyrique
- Anti-Form
- Art and Language
- Art chicano (en)
- Art cinétique
- Art conceptuel
- Art numérique
- Art psychédélique
- Art vidéo
- BMPT
- Colorfield Painting
- École de New York
- École de San Francisco
- Expressionnisme abstrait
- Expressionnisme figuratif américain (en)
- Figuration narrative
- Fluxus
- Groupe ZERO
- Happening
- Hard edge painting
- Imagerie lenticulaire
- Imagistes abstraits (en)
- Imagistes de Chicago (en)
- Installation
- Light and Space
- Minimalisme
- Mono-ha
- Néo-dadaïsme
- Nouveau réalisme
- Op Art
- Performance artistique
- Plop Art (en)
- Pop art
- Postminimalisme
- Sculpture molle (en)

### Années 1970
- Art ASCII
- Art corporel
- Art environnemental
- Art féministe
- Art postal
- Art robotique
- Art singulier
- Art sociologique
- Art vidéo
- Arte Povera
- Bad Painting
- COUM Transmissions
- École de Saint Soleil
- Froissage (en)
- Funk art (en)
- Holographie
- Hyperréalisme
- Installation
- Land art
- Livre d'artiste
- Lowbrow
- Papunya Tula
- Pattern and Decoration (en)
- Postminimalisme
- Process Art
- Rendu photoréaliste
- Revival warli
- Supports/Surfaces
- Wildstyle (en)

### Années 1980
- Appropriation
- Art aborigène contemporain (en)
- Art audiovisuel
- Art électronique
- Art environnemental
- Art fractal
- Art génératif
- Art interactif
- Art néo-conceptuel (en)
- Art postmoderne (en)
- Art sonore
- Art télématique
- Art transgressif
- Art urbain
- Bad Painting
- Critique institutionnelle
- Culture jamming
- École de Vancouver (en)
- Esthétique de la communication
- Figuration libre
- Graffiti
- Installation vidéo
- Live art
- Néo-expressionnisme
- Néo-géo
- Néo-pop
- Neue Slowenische Kunst
- Nouveaux Fauves
- Scène démo
- Trans-avant-garde

### Années 1990
- Art corporel
- Art de l'information (en)
- Art des nouveaux médias
- Art en ligne
- Art logiciel
- Art numérique
- Bio-art
- Netart
- Esthétique relationnelle
- Intervention artistique
- Massurréalisme
- Maximalisme (art)
- Média tactile
- Nouvelle école de Leipzig
- Nouvelle peinture européenne (en)
- Réalisme cynique (en)
- Taring Padi (en)
- Young British Artists

### Années 2000
- Altermodern (en)
- Art dynamique
- Art en réseau
- Art urbain
- Art virtuel (en)
- Art VJ
- Avatar
- Mobile art
- Pseudorealisme (en)
- Réalisme classique (en)
- Réalisme cynique (en)
- Reverse art
- Sculpture à énergie renouvelable (en)
- Slow art
- Stuckisme
- Superflat
- Superstroke (en)
- Synthésisme pictural
- The Kitsch Movement (en)

### Années 2010
- Art Résilience
- Body Action-Painting
- Cyberart
- Pouring Painting

### Années 2020
- Art des NFTs
- Art phygital

## Histoire

### Aux États-Unis
L'art américain devient très vite l'épicentre de l'art contemporain avec l'avènement de nombreux artistes déterminant ainsi la culture américaine dans le monde. Le Pop Art, un terme donné par Lawrence Alloway pour décrire l'art brittanique des années 1950 qui utilisait l'imagerie américaine, permet de développer une nouvelle tendance mettant les États-Unis au centre de la culture artistique. Aussi, ce courant permet de critiquer la société dans laquelle l'artiste vit, que ce soit en bien ou en mal Il consistera souvent en la représentation d'une figure emblématique sur un support impersonnel ; il est ainsi possible de penser aux oeuvres sérigraphiées d'Andy Warhol comme Marilyn Diptych.
La vente aux enchères de la collection Scull en 1973 marque un tournant en montrant que la collection d’œuvres d'art n'est pas seulement un loisir de luxe mais aussi une source de profits. Cette vente encourage la publication du prix des œuvres et la mise en place d'un marché de l'art vivace aux États-Unis. Des achats fréquents et importants par des collectionneurs individuels fortunés entraînent une suite de records de prix, de plus en plus fréquents jusque dans les années 2010 au moins.

### En Allemagne

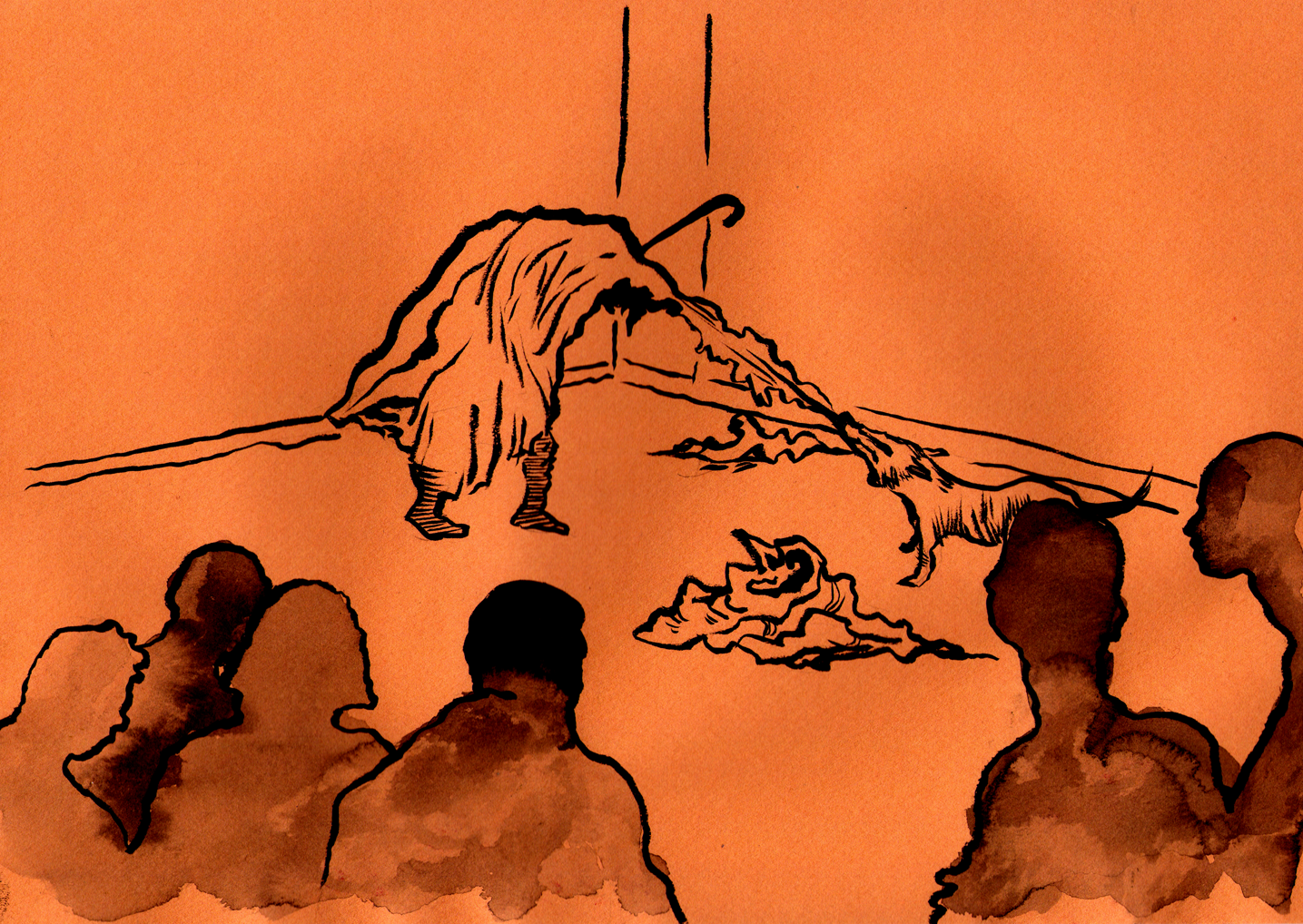
Joseph Beuys, I like America and America likes Me (1974, reconstitution de 2012).

L'Allemagne, dévastée et occupée puis divisée au sortir de la Seconde Guerre mondiale, se reconstruit notamment grâce aux subsides américains. Mais elle reprend rapidement son indépendance culturelle, notamment grâce à des artistes comme Joseph Beuys. Cette résistance efficace se traduit par la création de documenta à Cassel dès 1955 puis par celle de la première foire d'art contemporain, Art Cologne, en 1967. 

### Au Royaume-Uni
L'art contemporain britannique prend de l'ampleur au cours des libérales années 1980, avec la génération des Young British Artists (YBA) et des figures provocatrices comme Damien Hirst, Tracey Emin et Sarah Lucas. Le collectionneur et homme d'affaires Charles Saatchi fait beaucoup pour la promotion des YBA, dont les prix des œuvres atteignent aux enchères ceux des œuvres américaines. Londres devient une ville majeure de l'art contemporain, ce qui se traduit notamment par l'ouverture de la Tate Modern, pendant que l'Allemagne se retrouve marginalisée. 

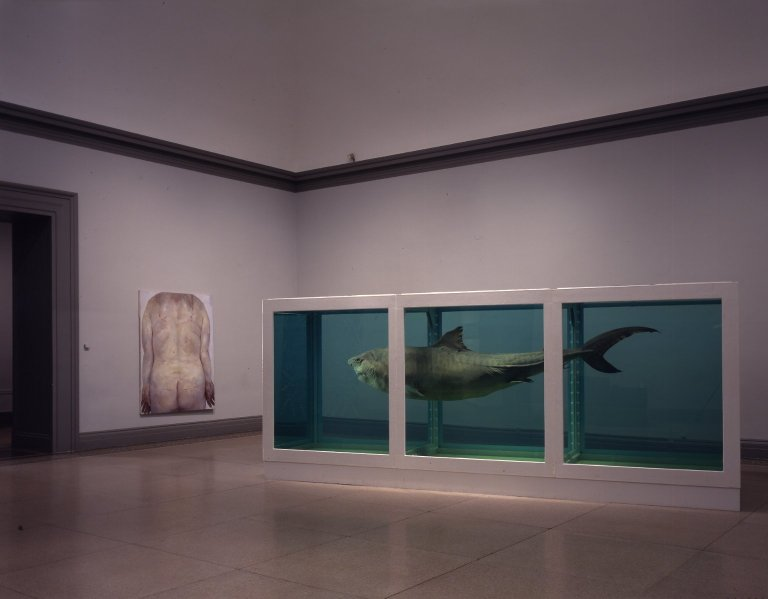
Exposition Sensation contenant des œuvres des Young British Artists au Brooklyn Museum en 1999. Au premier plan, L'Impossibilité physique de la mort dans l'esprit d'un vivant, de Damien Hirst, 1991.
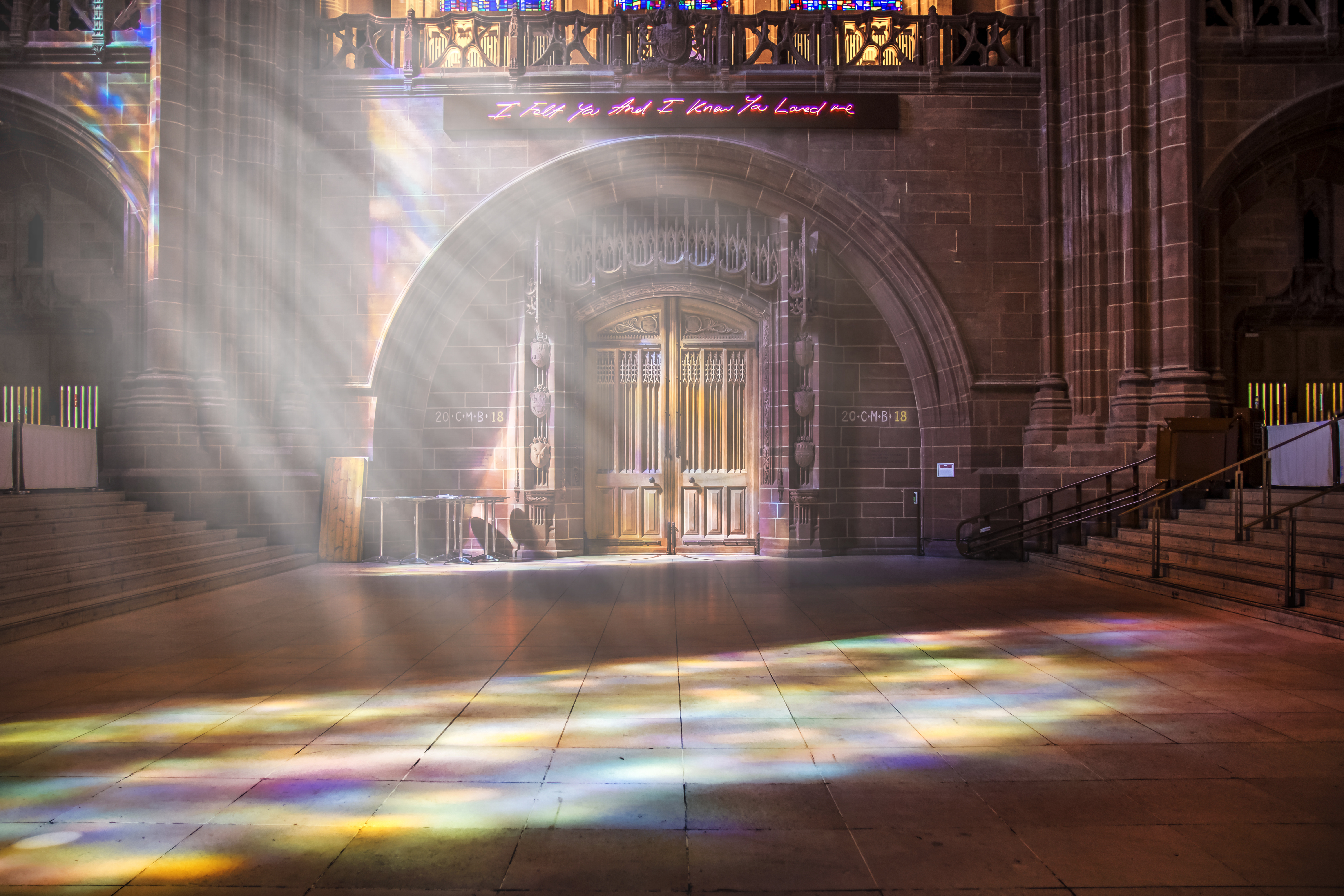
For you (« Pour toi »), œuvre in situ de Tracey Emin située dans la cathédrale de Liverpool, 2008.
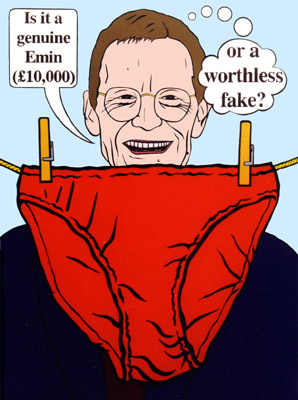
Charles Thomson. Sir Nicholas Serota Makes an Acquisitions Decision (Sir Nicholas Serota prend une décision d'achat) (en), 2000, courant du stuckisme. « Est-ce un véritable Emin (10 000 £) / ou un faux sans valeur ? »

### En France
Alors que Paris était le centre artistique du monde, elle perd cette place à la sortie de la Seconde Guerre mondiale, dans un contexte de débats philosophies et politiques sur le soutien à apporter au communisme. La scène artistique française est perçue comme radicale, et seul le groupe des Nouveaux Réalistes, mené par Yves Klein et Pierre Restany, s'approche d'une forte notoriété internationale dans les années 1960. Les artistes de ce mouvement, comme Martial Raysse, César ou Niki de Saint Phalle prennent leur indépendance. Malgré la présence de peintres comme Pierre Soulages ou d'artistes comme Christian Boltanski, l'art contemporain reste plus empreint d'art conceptuel qu'ailleurs. Cette tendance se prolonge au XXIe siècle chez certains plasticiens qui développent des figures symboliques fortes. 

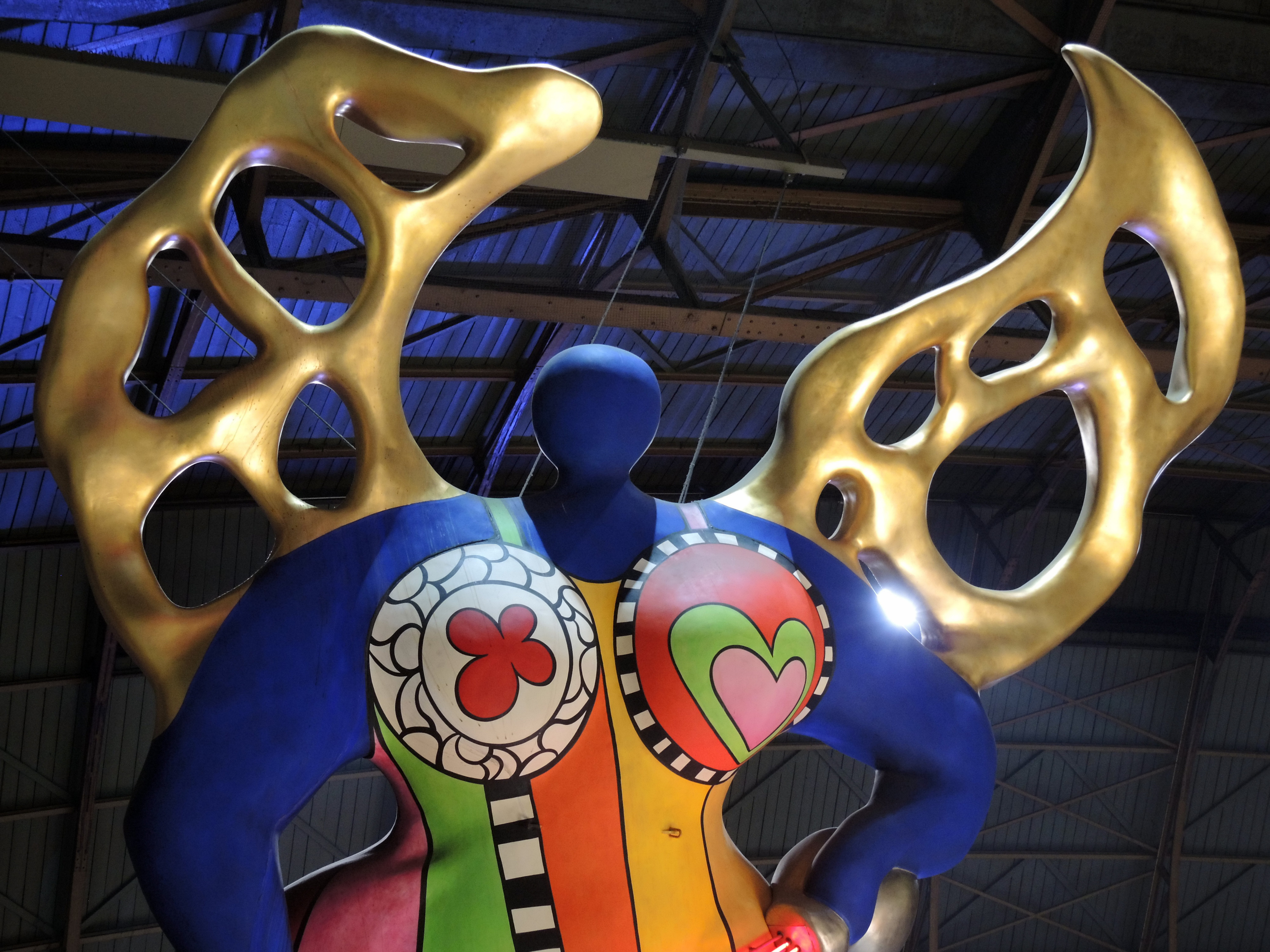
Niki de Saint Phalle, L'Ange protecteur (1997), gare centrale de Zurich.
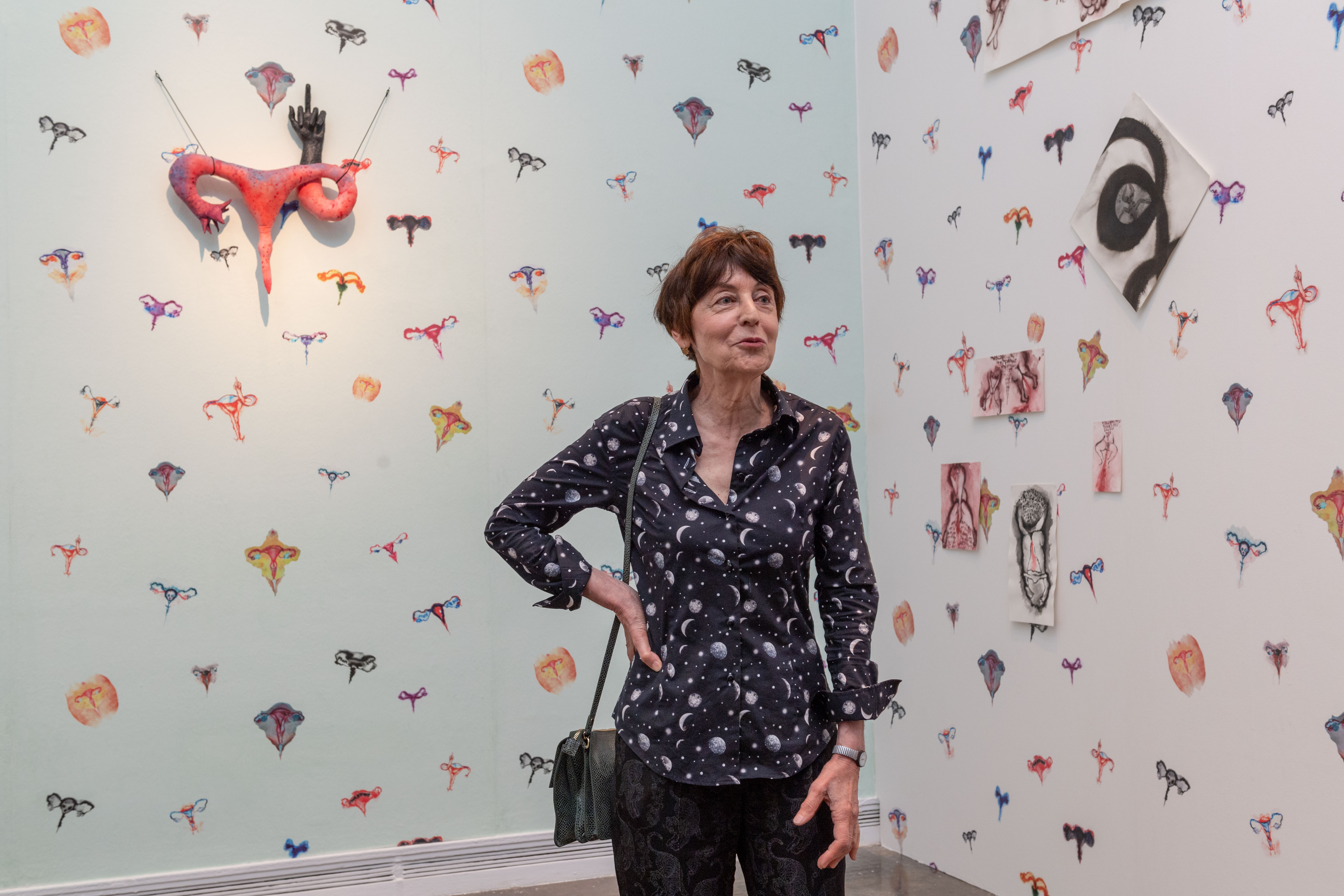
Annette Messager en 2018.
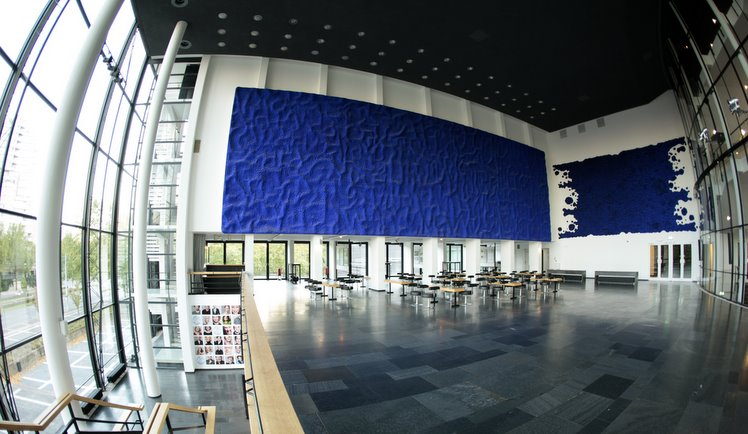
Yves Klein, Relief éponge, 1959, au théâtre de Gelsenkirchen (de).

### En Belgique
Pour Nathalie Obadia, la Belgique a un rayonnement exceptionnel par rapport à sa taille. Dans la lignée de Marcel Broodthaers et René Magritte, des artistes comme Luc Tuymans, Wim Delvoye ou Jan Fabre, tous trois flamands, ont une grande réputation internationale. Ils ne sont pas pour autant soutenus par une politique culturelle puissante, car celle-ci est beaucoup moins organisée qu'en France. Les compétences culturelles relèvent des Communautés, avec un soutien dès les années 1980 dans la Communauté flamande puis à partir des années 2010 dans la Communauté française. Depuis 2002, la Société du logement de la Région bruxelloise promeut l'art contemporain dans les logements sociaux avec son programme « 101e% ».
Le prix d'art contemporain le plus prestigieux du pays est le Belgian Art Prize (nl), fondé en 1945 sous le nom de Prix de la jeune peinture belge.

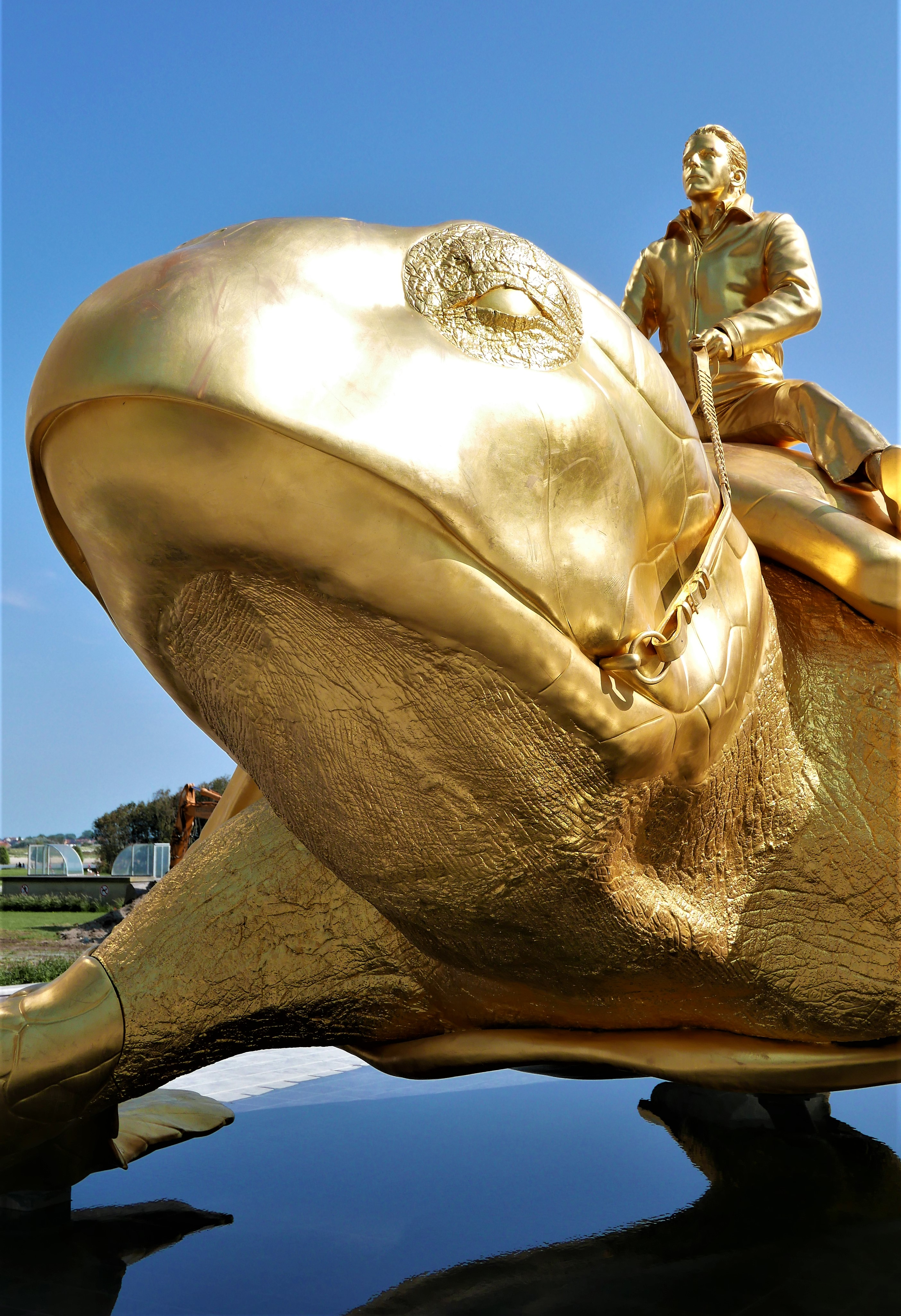
Jan Fabre, Searching for Utopia (« À la recherche de l'utopie »), sculpture installée à Nieuport dans le cadre de l'édition 2003 de la triennale Beaufort.
- Luc Tuymans parle de son triptyque mural St. Croce, 2010, MCA Museum of Contemporary Art in Chicago.
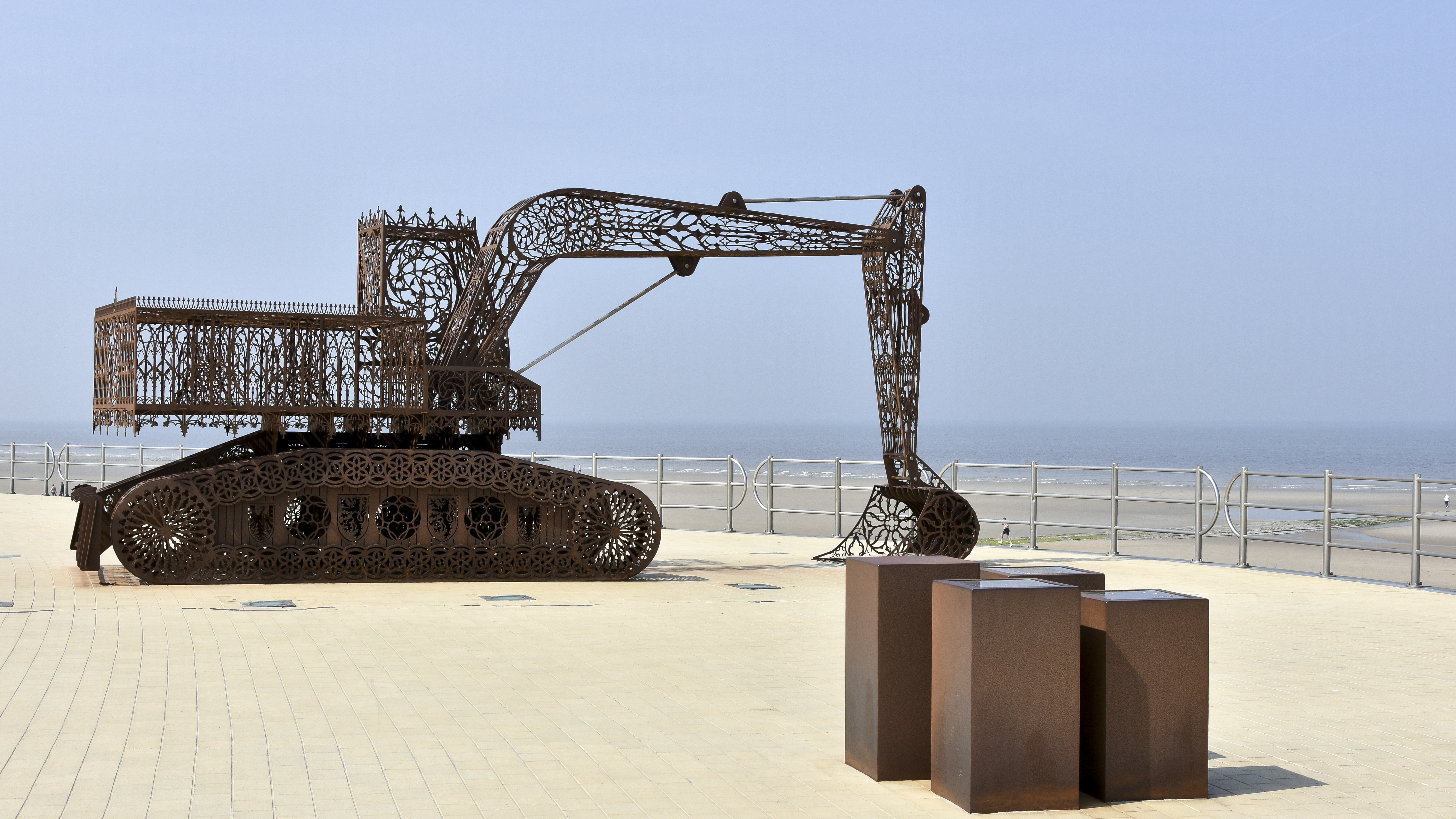
Wim Delvoye, Caterpillar, sculpture installée à Middelkerke, également dans le cadre de Beaufort 2003.

### En Suisse
Plus en retrait à l'échelle européenne, le pays accueille néanmoins une foire majeure : Art Basel à Bâle. Ses marchands d'art comme Bruno Bischofberger et Ernst Beyeler ont néanmoins été très puissants entre les années 1960 et 2000. 

## Acteurs de l'art contemporain
Le développement de l’art contemporain repose sur de nombreux acteurs qui favorisent sa diffusion et sa reconnaissance.
Les galeristes tels que Larry Gagosian, Emmanuel Perrotin ou Thaddaeus Ropac jouent un rôle central dans la promotion des artistes sur la scène internationale. Les curateurs comme Hans Ulrich Obrist ou Nicolas Bourriaud influencent les orientations esthétiques à travers leurs commissariats d’exposition. Les musées et institutions tels que le Centre Pompidou (Paris), la Tate Modern (Londres) ou le MoMA (New York) soutiennent la création contemporaine par leurs acquisitions et leurs expositions. Les collectionneurs et fondations (Pinault, Vuitton, Fondation Beyeler) participent à la structuration du marché de l’art contemporain. Les médiateurs participent à la compréhension des œuvres auprès de tous les publics.

### Artistes
L’art contemporain est porté par une diversité d’artistes aux approches variées, mêlant peinture, sculpture, installation, performance, photographie ou art numérique. Parmi les figures notables :
- Marina Abramović
- Ai Weiwei
- Jeff Koons
- Richard Orlinski
- JR
- Sophie Calle
- Yayoi Kusama
- Takashi Murakami
- Anish Kapoor
- Banksy

#### Artistes contemporains autochtones
Parmi les artistes de l'art contemporain se trouvent notamment les artistes autochtones. Néanmoins, durant une grande partie de l'histoire, les expressions artistiques émanant de ceux-ci ont été uniquement considérées comme des œuvres « anthropologiques » ou « ethnographiques ». Ce n'est finalement qu’au cours du XXe siècle que, après des dizaines d’années de luttes, les représentations artistiques autochtones obtiennent une certaine légitimité artistique au sein des « […] canons de la tradition artistique européenne ». De nos jours, plus d’une centaine de musées, notamment au Québec, font valoir les représentations artistiques autochtones « canadiennes ». Néanmoins, aujourd’hui subsiste des problèmes quant à la place de l’art contemporain autochtone encore trop souvent traité comme un sujet périphérique ou s’inscrivant dans un contexte plus général de « l’histoire allochtone », niant ainsi à l’art contemporain autochtone son agentivité artistique propre.

### Galeries
Leo Castelli est une figure majeure parmi les galeristes et marchands d'art,. Ouvrant sa galerie en 1957 à New York, il participe très fortement à la diffusion d'un art américain qui devient dominant. Avec chacun de ses artistes principaux, il forme une équipe qui est ensuite un modèle pour de nombreux galeristes, et qui est pour Nathalie Obadia un « pivot du soft power américain ». Ileana Sonnabend est également une galeriste influente, avec un rapport personnel différent aux artistes.

### Collectionneurs
Le binôme marchand-collectionneur serait très efficace pour promouvoir un artiste ou un ensemble d'artistes. La nationalité serait particulièrement regardée, les achats américains et chinois servant notamment de référence. Les collections privées peuvent donner naissance à des institutions grâce à des dons ou des legs, comme c'est le cas aux États-Unis avec le Whitney Museum ou le MoMa.
En France, les collectionneurs sont principalement des hommes (73 % des collectionneurs d'après une enquête de 2015), plus âgés, plus diplômés et plus franciliens que la population française moyenne. Bien que certains d'entre eux, comme François Pinault, fassent partie des plus importants au monde, ceux-ci restent discrets dans le pays, notamment en raison d'un regard de suspicion porté sur leur statut. 

### Institutions
Les musées ont un rôle de légitimation des œuvres et des artistes, et tissent un lien entre la création contemporaine et la création passée, participant à l'historisation rapide de cette création.
Les résidences d’artistes, issues d’initiatives publiques ou privées se sont développées dans le monde entier, pour offrir un cadre de travail aux artistes contemporains. Parmi les plus célèbres, peuvent être cités la Villa Médicis à Rome, fondée par Louis XIV en 1666, ou bien la Cité internationale des arts, créée à Paris en 1965, qui est la plus grande résidence d’artistes au monde.

### Public
À partir du ready-made, le public aurait une responsabilité énorme, puisqu'il doit décider que ce qu'il observe est bien ou non une œuvre d'art.

## Lieux d'exposition

### Grands événements d'art contemporain
Les foires permettent à partir des années 1950 de structurer le marché de l'art contemporain, en allant au-delà de l'organisation des galeries. Les grandes foires déterminent le calendrier de l'art, auxquels doivent s'adapter les acteurs du secteur mais aussi du luxe. Pour Nathalie Obadia, il s'agit d'une « eventisation » (ou événementialisation) du marché de l'art, qui permet notamment aux galeristes de capter les collectionneurs. In Young-Lim note un phénomène de « biennalisation » de l'art contemporain dans les années 1990 et 2000. L'événementialisation a lieu pour des raisons de rentabilité, et seul un petit nombre de commissaires gèrent ces biennales.

### Grands musées
Lieux institutionnels qui ont pour mission de conserver des œuvres, ils achètent de l'art contemporain et montrent les collections ainsi réalisés. Ils réalisent aussi des expositions en empruntant des œuvres à d'autres collections publiques ou privées.

#### Afrique
Pour Nathalie Obadia, il n'y a en 2019 pas de scène africaine unique, les cinquante-quatre pays du continent ayant de fortes disparités. Bien que des artistes africains aient émergé, ceux-ci sont largement basés à Paris ou Londres, et il n'y a pas de structure comparable aux pays occidentaux, à part potentiellement en Afrique du Sud.
- Algérie :
  - Musée public national d’art moderne et contemporain d’Alger ;
  - Musée d'Art moderne d'Oran.

- Maroc :
  - Musée Mohammed VI d'Art Moderne et Contemporain, Rabat[39].

#### Amériques
- Canada :
  - Musée d'art contemporain de Montréal ;
  - Musée d'art contemporain des Laurentides ;
  - Musée d'art de Joliette ;
  - Musée des beaux-arts de Montréal;
  - Musée national des beaux-arts du Québec.
- États-Unis :

#### Asie
- Chine (sites)
  - (en) Beijing Museum Of Contemporary Art (MOCA Pékin)
  - (en) National Art Museum of China (NAMOC), Pékin
  - (en) Today Art Museum], Pékin, 2002
  - (en) Shanghai Museum Of Contemporary Art (MOCA Shanghai)
  - (zh) Zendai Museum of Art, Shanghai, 2005
  - (en) Zendai Museum of Art, Shanghai,
  - (en) Taipei Fine Arts Museum (TFAM), Taipei
  - (en) Square Gallery of Contemporary Art, Nankin

#### Europe
- Allemagne :
  - Hamburger Bahnhof, Berlin ;
  - Neue Nationalgalerie, Berlin.
- Belgique :
  - Musée royal d'art moderne à Bruxelles ;
  - MAC's : musée des arts contemporains, Grand-Hornu, Hornu.
- Espagne :
  - Le musée Guggenheim de Bilbao ;
  - Museo Nacional Centro de Arte Reina Sofía (Madrid).
- France :

- Grande-Bretagne :
  - Tate Modern.
- Grèce :
  - Musée national d'art contemporain d'Athènes ;
  - Musée d'art contemporain Goulandrís (Athènes) ;
  - Musée d'art contemporain Goulandrís (Andros) ;
  - Musée national d'art contemporain de Thessalonique.
- Italie :
  - MAXXI - Musée national des Arts du XXIe siècle (Rome).
- Suisse :
  - Musée d'Art moderne et contemporain (Genève).

### Centres d'art contemporain
Les centres d'art contemporain ont pour objectif de présenter le travail d'artistes contemporains. Ils se différencient des musées dans le sens où ils ne conservent pas les œuvres qu'ils présentent. De ce fait, ils ne constituent pas de collections. Ils montent des expositions en fonction de leurs choix éditoriaux, propres à chaque lieu, l'objectif étant la diffusion et la promotion de l'art contemporain. On trouve de tels centres de plus ou moins grande importance dans le monde entier.

#### Afrique
- Bénin : Le Centre, à Abomey-Calavi
- Cameroun : Bandjoun Station, à Bandjoun et Doual'Art, à Douala
- Congo Brazzaville : Les Ateliers Sahm, à Brazzaville
- Maroc : Le Cube, à Rabat et le Centre d'Art Contemporain d'Essaouira
- Nigéria : Centre for Contemporary Art et Art Twenty One, à Lagos
- Sénégal : Raw Material Company et Kër Thiossane, à Dakar

#### Amérique
- Canada : Laboratoire d'Art (Labo), à Toronto
- Équateur : Centre équatorien d'art contemporain

#### Asie
- Chine : Ullens Center for Contemporary Art, Pékin
- Japon : Musée d'art contemporain de Tokyo[40]

#### Europe
- Belgique : Wiels, Bruxelles
- France :
- Suisse : Centre d'art contemporain (Genève)

### Les FRAC (France)
Les FRAC ou fonds régionaux d'art contemporain sont des institutions culturelles, créées en 1981, qui visent à promouvoir l'art contemporain. Leur mission est avant tout de constituer un patrimoine, de soutenir la création et de diffuser largement le fonds constitué en sensibilisant le public aux démarches artistiques contemporaines.

## Marché de l'art contemporain

### Grandes foires

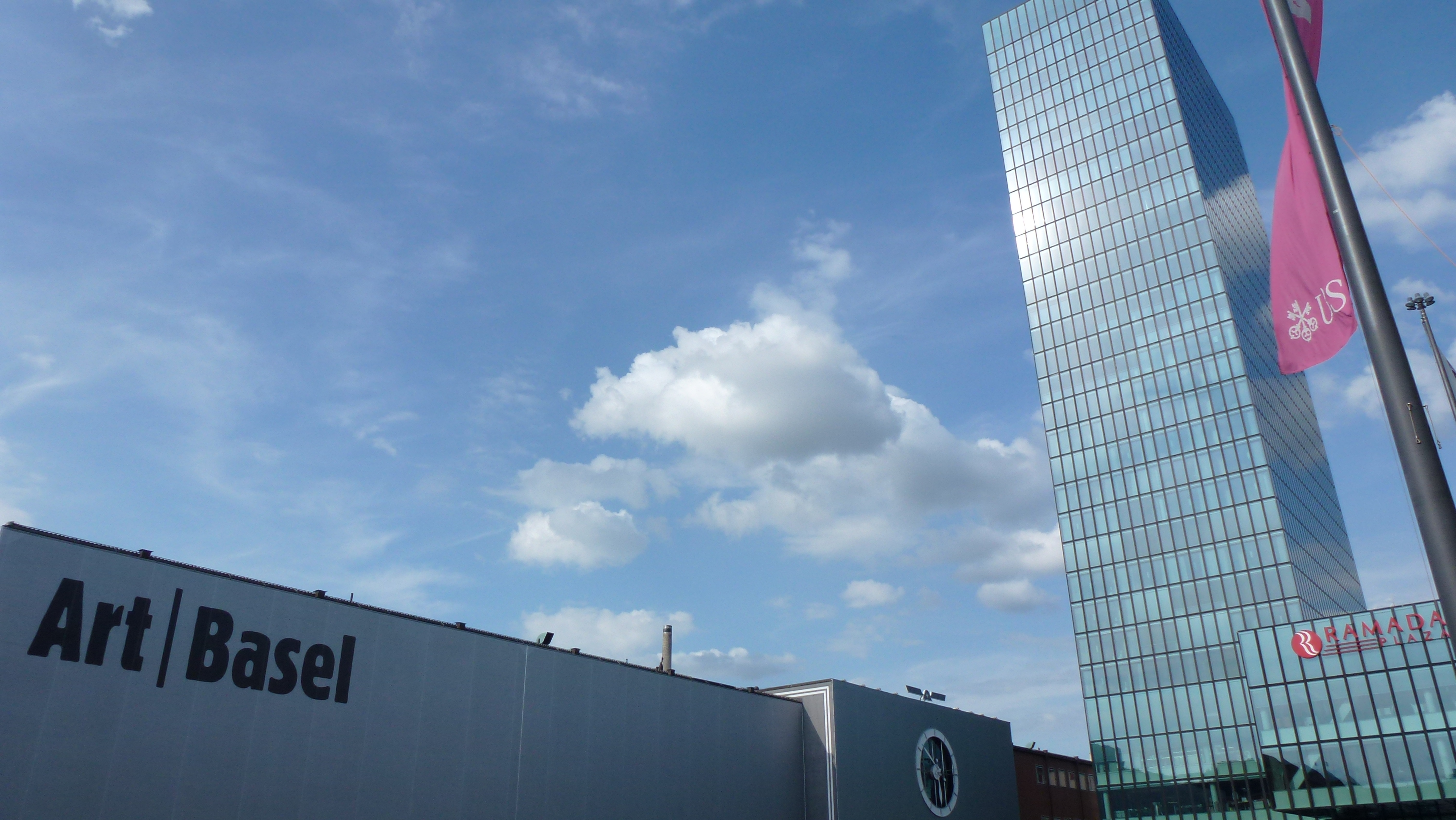
Pavillon d'Art Basel en 2011.

Les foires d'art contemporain sont le lieu où les grandes galeries présentent à leur clientèle internationale une sélection parmi les artistes qu'elles représentent.

### Grandes galeries et marchands
- Leo Castelli et Ileana Sonnabend
- Irving Blum
- Yvon Lambert
- Larry Gagosian
- Charles Saatchi
- Hauser & Wirth
- Arne Glimcher et Marc Glimcher (Pace Gallery)
- David Zwirner
- Paula Cooper
- Marian Goodman
- Emmanuel Perrotin
- Galerie Kamel Mennour
- Almine Rech
- Helly Nahmad
- Joe Nahmad
- Nicholas Logsdail (Lisson Gallery)
- Thaddaeus Ropac
- Serpentine
- White Cube
- Laurent Strouk
- Luhring Augustine
- Mary Boone
- Marianne Boesky
- Gavin Brown
- Victoria Miro
- Monika Sprüth
- Max Hetzler
- Barbara Gladstone
- Galerie Denise René

### Grands acheteurs influant sur la cote des artistes en ventes publiques

#### En France
- État français : 653 œuvres achetées en 2004, hors dons et commandes publiques, 43542 œuvres achetées en 2011 ; hors dons.
- Fonds régionaux français : fin 2022, les collections des FRAC comprenaient 30 837 œuvres, acquises depuis le début des années 1980 et réalisées par 6 311 artistes[41].
- Grands collectionneurs :
  - Bernard Arnault ;
  - Laurent Fabius, actionnaire majoritaire de Piasa ;
  - Gilles Fuchs[42] ;
  - Antoine de Galbert ;
  - Daniel et Florence Guerlain[43] ;
  - Philippe Méaille, fondateur du Château de Montsoreau-Musée d'art contemporain[44] ;
  - Alain-Dominique Perrin ;
  - François Pinault, propriétaire de Christie's ;
  - Jean-Marc Salomon ;
  - Agnès Troublé (Agnès b.).

#### À l'étranger
- Grands collectionneurs :
  - Charles Saatchi (Grande-Bretagne) ;
  - Marlo Guerry[45] (Suisse), Ares Collection ;
  - David Nahmad (Monaco et Suisse).

## Critiques vis-à-vis de l'art contemporain
Les critiques de l'art contemporain commencent dans les années 1990[réf. nécessaire]. En 1991 Marc Fumaroli critique l'institutionnalisation de l'art dans L'État culturel : une religion moderne. Jean Clair publie La Responsabilité de l’artiste en 1997. Aude de Kerros, L'Imposture de l'Art contemporain en 2015. Aux États-Unis, Michelle Marder Kamhi (en) publie en 2014 Who Says That's Art ? (Qui dit que c'est de l'art ?). Les critiques sont dirigées à partir de différents points de vue : absence de fondement esthétique, institutionnalisation à outrance, perte de tout repère, logorrhée, utilisation néfaste dans les traitements médicaux[Quoi ?], détournement de l'art en divertissement...
Les critiques peuvent également porter sur l'hermétisme de l'art contemporaine ou de sa financiarisation. Les critiques sont cependant très hétérogènes selon les formes artistiques et les territoires ; elles peuvent également dépendre de ce qui est considéré ou non comme art contemporain par la personne critique.

## Représentations de l'art contemporain
La pièce de théâtre « Art », de Yasmina Reza, est pour Arthur Danto et Marc Jimenez une allégorie de l'art contemporain. Dans cette pièce, trois hommes amis se divisent au sujet de l'achat par l'un d'eux d'un tableau monochrome, sur le caractère esthétique et sur la figuration.

### Filmographie
- 2003 : Série télévisée (6 × 52 minutes) Place à l'art contemporain ! de Jacques Bouzerand et Thierry Spitzer, diffusée sur France 5